# 薛大昉
薛大昉，北平保定府蟸州人，明朝政治人物、進士出身。
洪武四年，會試十六名，登進士三甲，授平陽府翼城縣縣丞。